# Wiedersehen mit Brideshead
Wiedersehen mit Brideshead. Die heiligen und profanen Erinnerungen des Hauptmanns Charles Ryder, Originaltitel Brideshead Revisited, ist ein 1944 verfasster und 1945 erschienener Roman des englischen Schriftstellers Evelyn Waugh. Nach einer im Dezember 1943 erlittenen kleineren Verletzung bat Waugh im Frühling 1944 um einige Monate Diensturlaub und begründete dieses Gesuch mit der Hoffnung, dass das Buch, das er zu schreiben gedachte, im gegenwärtigen Krieg „einer größeren Anzahl von Lesern harmloses Lesevergnügen und Entspannung bietet“. In der Tat ist das Werk „süffig“ geschrieben und enthält zahlreiche schmissig-saloppe Dialoge.
Aus der Perspektive des Ich-Erzählers Charles Ryder beschreibt er den Zerfall der wohlhabenden, katholischen Adelsfamilie Flyte of Marchmain im England der 1920er- und 1930er-Jahre. 1960 veröffentlichte Waugh eine überarbeitete Fassung „mit vielen kleinen Ergänzungen und einigen umfangreichen Kürzungen“.
Das Magazin Time zählt den Roman zu den besten 100 englischsprachigen Romanen, die zwischen 1923 und 2005 veröffentlicht wurden. Der Roman wurde von 1979 bis 1981 als TV-Serie und 2008 für das Kino verfilmt.

## Inhalt
Im Zweiten Weltkrieg wird Hauptmann Charles Ryder mit seiner Einheit auf einem Adelssitz einquartiert: Schloss Brideshead, das er aus der Zwischenkriegszeit kennt. Charles Ryder erinnert sich der Familie Flyte, mit deren Sohn Sebastian er sich 1922 in Oxford angefreundet und mit dessen älterer Schwester Julia er eine Liebesbeziehung hatte. Der Roman erzählt die Geschichte dieser Familie aus der Perspektive von Charles Ryder.
Charles Ryder, ungeliebter Sohn aus gutbürgerlichem Hause und Agnostiker, verlässt Oxford vorzeitig ohne Abschluss und wird Architekturmaler. Mal aus der Nähe, mal aus der Distanz nimmt er Anteil am Leben der Familie Flyte und wird Zeuge verschiedener Formen des Unglücks: Der Vater Alexander, Marquess of Marchmain und Earl of Brideshead, lebt seit Ende des Ersten Weltkriegs mit einer Geliebten in Venedig, getrennt von seiner Frau, die eine bekennende Katholikin ist. Lord Sebastian, der jüngere Sohn des Marquess und seiner Ehefrau Teresa, Lady Marchmain, entwickelt sich zum Alkoholiker. Die Gründe hierfür bleiben unklar: Ist es die Vernachlässigung durch die Mutter oder eine Art negativer Kontaktsuche zu ihr? Die ältere Schwester, Lady Julia, flüchtet sich in die Ehe mit dem Parvenü Rex Mottram, danach in Liebschaften und später in sich steigernde Selbstvorwürfe. Der ältere Sohn Bridey (sein richtiger Vorname wird nie genannt), mit Höflichkeitstitel Earl of Brideshead, kultiviert seinen hölzernen Charakter, bis er zu einem professionellen Sammler von Streichholzschachteln geworden ist. Die jüngste Tochter Lady Cordelia, eine tiefgläubige Katholikin, engagiert sich nach einer gescheiterten Ordensberufung als Krankenschwester im Spanischen Bürgerkrieg.
Die kaum verdeckt als homoerotisch geschilderte Freundschaft zwischen Sebastian und Charles verblasst allmählich, je mehr Charles Teil der Gesellschaft auf Schloss Brideshead wird, von der Sebastian sich kontrolliert und eingeengt fühlt. Beide verlieren einander Mitte der 20er-Jahre aus den Augen. Zehn Jahre später trifft Charles Ryder auf einem Dampfer von New York nach Großbritannien zufällig Sebastians Schwester Julia wieder. Sie gehen eine Beziehung miteinander ein und betreiben die Scheidung von ihren jeweiligen Ehepartnern.
Alle Figuren des Romans mit Ausnahme Sebastians und der bereits verstorbenen Lady Marchmain begegnen sich am Totenbett Lord Marchmains, der vor dem Ausbruch des Zweiten Weltkrieges nach Großbritannien zurückgekehrt ist. Der alte Lord bekehrt sich kurz vor seinem Tod wieder zum katholischen Glauben. Auch Julia kehrt in den Schoß der katholischen Kirche zurück und verlässt Charles, den sie unter anderem deshalb nicht heiraten will, weil er nach katholischem Eherecht trotz seiner Scheidung als verheiratet gilt. Schon zuvor hatte Sebastian in der Rolle als Klosterpförtner Halt gefunden. Am Ende der Rahmenhandlung spricht Charles in der Schlosskapelle ein Gebet – an ancient, newly-learned form of words –, was darauf hinzuweisen scheint, dass auch er zum Glauben gefunden hat.

## Erzählweise
Die Sprache ist durchwirkt von Ironie, Witz und poetischen Metaphern. Zugleich verwendet Waugh umgangssprachliche Formulierungen, die der Tragik der Hauptfiguren die distanzierte Perspektive des Beobachters entgegensetzen. Die ironische Distanz kündigt sich schon im unzeitgemäß ausschweifenden Untertitel des Romans an.
Die Handlung spielt an wechselnden Orten – in Oxford, London, Venedig, Paris und Marokko, auf Schloss Brideshead, einem Dampfer –, was es Waugh ermöglicht, die von ihm gezeichnete Welt immer wieder neu und interessant darzustellen. Aus der späten Wiederbegegnung Charles Ryders mit Brideshead entsteht so das Gemälde einer ganzen Epoche, der Zeit zwischen den Weltkriegen.
Der Roman ist stark autobiographisch geprägt. Dafür spricht neben biografischen Parallelen auch die in Waughs Nachlass gefundene Erzählung Charles Ryder’s Schooldays – in Deutschland veröffentlicht unter dem Titel Charles Ryders Tage vor Brideshead –, in welcher der Autor eigene Erlebnisse aus seiner Schulzeit verarbeitet hatte.

## Thematik
Ein Hauptthema des Buchs ist der Katholizismus, gesehen durch die Augen des Agnostikers Charles Ryder. Der Glaube und das ewige Dilemma zwischen Schuld und Sühne spielen eine gewichtige Rolle: Fast alle Handlungen der Personen werden davon bestimmt, selbst wenn dadurch das eigene Unglück noch vermehrt wird. Letztlich finden aber alle, wenn auch durch Leiden, zu Gott zurück: Der dritte und letzte Teil der Hauptgeschichte trägt den Titel „Ein Ruck an der Leine“ (A Twitch upon the Thread) und ist ein Zitat aus Gilbert Keith Chestertons Kriminalromanen mit der Hauptfigur des Paters Brown. In einer dieser Geschichten heißt es, Brown habe den Dieb an einem unsichtbaren Haken und einer unsichtbaren Leine gefangen und könne ihn jederzeit mit einem Zwick zu sich zurückholen.
Ein weiteres Thema des Romans ist der Niedergang der englischen Aristokratie, der Schlusspunkt einer Epoche und einer Welt. Als Leitmetapher hierfür dient das zum Ende des Romans mehrfach vom Erzähler beschriebene Bild der Hütte eines arktischen Jägers, die von einem Gletscherabbruch zermalmt wird. Von dieser Sicht distanzierte sich der Autor allerdings später: Im Vorwort zu der überarbeiteten Fassung von 1959 schrieb Waugh, 1944 sei es nicht voraussehbar gewesen, dass sich die Aristokratie nach dem Krieg wieder erholen und dass ein eigentlicher Country House-Boom entstehen würde – damals dachte man, die alten Herrenhäuser seien zum Untergang verurteilt (it seemed then that the ancestral seats which were our chief national artistic achievement were doomed do decay and spoliation like the monasteries in the sixteenth century). Er habe deshalb damals beim Schreiben des Romans etwas „dick aufgetragen“ (piled it on): Vieles in diesem Buch sei eine „Lobrede, die an einem leeren Sarg gepredigt“ worden sei (much of this book therefore is a panegyric preached over an empty coffin). Er habe den Roman aber nicht mehr so weit umschreiben können, ohne ihn nicht ganz zu zerstören. Er sei deshalb „einer jüngeren Generation von Lesern offeriert, mehr als eine Erinnerung an den Zweiten Weltkrieg als eine an die Zwanziger- und Dreißigerjahre, in denen die Geschichte vorgeblich spielt“ (it is offered to a younger generation of readers as a souvenir of the Second World War rather than of the twenties or of the thirties, with which it ostensible deals).

## Waugh überBrideshead
In einer „Warnung des Autors“ (1945), die in der Überarbeitung von 1959 fehlt, schrieb der Autor – ein konservativer Exzentriker, der 1930 zum Katholizismus übergetreten war –, das Buch sei „nichts Geringeres als der Versuch, das Wirken der göttlichen Bestimmung [oder Gnade] in einer heidnischen Welt nachzuzeichnen, und zwar in den Lebensgeschichten einer englischen Katholikenfamilie, die selbst halb paganisiert ist“. Der amerikanischen Filmproduktionsgesellschaft Metro-Goldwyn-Mayer teilte Waugh mit, dass der Roman davon handle, „was man theologisch ‚das Wirken der Gnade‘ nennt, das heißt vom unverdienten und einseitigen Akt der Liebe, durch welchen Gott ständig Seelen zu sich ruft“ (deals with what is theologically termed ‚the operation of Grace‘, that is to say, the unmerited and unilateral act of love by which God continually calls souls to Himself). In einem Brief an Lady Mary Lygon äußerte sich Waugh wie folgt: „Ich glaube, dass jeder in seinem Leben in einem bestimmten Moment für die göttliche Gnade offen ist. Natürlich ist diese ständig bereit, aber das menschliche Leben ist so geplant, dass es üblicherweise einen bestimmten Zeitpunkt dafür gibt – manchmal […] erst auf dem Sterbebett – wenn aller Widerstand erloschen ist und die Gnade hereinströmen kann“ (I believe that everyone in his (or her) life has the moment when he is open to Divine Grace. It’s there, of course, for the asking all the time, but human lives are so planned that usually there’s a particular time – sometimes […] on his deathbed – when all resistance is down and grace can come flooding in).
In seinem Epilog fasst der Ich-Erzähler seinen Bericht als „grimme kleine Menschentragödie“ (the fierce little human tragedy) zusammen. In der Tat ist diese „Wirkung der göttlichen Bestimmung in einer heidnischen Welt“ eine ironische Wendung des Autors, denn tatsächlich gemeint sind die negativen Folgen der (versuchten) Abwendung vom Katholizismus: Bridey findet Erfüllung als Sammler von Streichholzschachteln und ehelicht eine nicht mehr junge Witwe, die ihn primär aus Gründen der finanziellen Absicherung heiratet; Julia ist einer erfüllten Ehe unfähig; Sebastian endet als Trinker und büßt als Pförtner eines marokkanischen Klosters; und der alte Marquess, Alexander, findet nur deshalb zum Katholizismus zurück, weil er den Tod fürchtet. Das Gegenbild dazu bietet allein die tief gläubige und zugleich fröhliche und liebenswerte Cordelia, die das Positive des Glaubenslebens zum Ausdruck bringt.

## Verfilmungen
Besonders populär wurde Waughs Roman durch seine Verfilmung als Fernsehmehrteiler, welcher auf Castle Howard gedreht und 1981 erstmals im britischen Fernsehen ausgestrahlt wurde. In Brideshead Revisited waren Jeremy Irons als Charles Ryder, Anthony Andrews als Sebastian Flyte, Diana Quick als Julia Flyte in den Hauptrollen zu sehen. Die Produktion der beiden britischen Regisseure Michael Lindsay-Hogg und Charles Sturridge – mit prominenten Nebendarstellern wie John Gielgud, Laurence Olivier, Stéphane Audran und Claire Bloom besetzt – avancierte 1982 zum internationalen Erfolg bei Kritikern und Publikum und wurde mit sieben BAFTA-TV-Awards ausgezeichnet, unter anderem als Beste dramatische Fernsehserie. Anthony Andrews erhielt den BAFTA-Award und einem Emmy als bester Darsteller, Laurence Olivier den BAFTA-Award als bester Nebendarsteller für die Rolle des Lord Marchmain. Ein Jahr später folgten zwei Golden Globe Awards in den Kategorien Beste Miniserie und für Anthony Andrews als besten Hauptdarsteller.
Eine Kinoversion des Stoffes von David Yates, in der Paul Bettany Charles Ryder, Jude Law Sebastian Flyte und Oscar-Preisträgerin Jennifer Connelly Julia Flyte spielen sollten, scheiterte 2005 an finanziellen Problemen. 2007 wurde ein erneuter Versuch gestartet, den Roman für die Kinoleinwand zu adaptieren. Mit der Inszenierung wurde der hauptsächlich als Fernsehregisseur erprobte Julian Jarrold beauftragt, während die jungen britischen Akteure Matthew Goode, Ben Whishaw und Hayley Atwell mit den Rollen von Charles Ryder, Sebastian Flyte und der Julia Flyte betraut wurden. Die Neuverfilmung von Brideshead Revisited wurde am 25. Juli 2008 in New York City uraufgeführt.

## Ausgaben
- Englisch: Brideshead Revisited. The Sacred & Profane Memories of Captain Charles Ryder. Chapman and Hall, London 1945.
- Englische Überarbeitung: Brideshead Revisited. The Sacred & Profane Memories of Captain Charles Ryder. Chapman and Hall, London 1960.
- Deutsch: Wiedersehen mit Brideshead. Die heiligen und profanen Erinnerungen des Hauptmanns Charles Ryder. Ein Roman. Dt. von Franz Fein. Amstutz & Herdeg, Zürich 1947.
- Deutsch: Wiedersehen mit Brideshead. Die geheiligten und profanen Erinnerungen des Captain Charles Ryder. Roman. Dt. von Hans Bütow. Claassen & Goverts, Hamburg 1948.
- Deutsche Neuübersetzung: Wiedersehen mit Brideshead. Die heiligen und profanen Erinnerungen des Captain Charles Ryder. Roman. Dt. von Pociao. Mit einem Nachwort von Daniel Kampa. Diogenes-Verlag, Zürich 2013.